# Roland Naul
Roland Naul (* 26. November 1948 in Bocholt) ist Sportpädagoge, Sportwissenschaftler, Seniorprofessor der Westfälischen Wilhelms-Universität und Gründungspräsident des Willibald Gebhardt-Instituts.

## Leben und Wirken
Naul absolvierte 1968 das Abitur am Mariengymnasium in Bocholt und immatrikulierte sich anschließend an der Westfälischen Wilhelms-Universität für das Lehramt für Sport an höheren Schulen sowie Pädagogik, Soziologie, Psychologie und Russische Sprache. 1972 beendete er das Lehramtsstudium und schloss das sich daran anschließende Magisterstudium in Pädagogik, Soziologie und Sportmedizin 1974 ab. Er wurde 1975 wissenschaftlicher Mitarbeiter von Herwig Blankertz in dessen Projekt Modellversuch „Kollegstufe NW“ in der Wissenschaftlichen Begleitung Kollegstufe (WBK). Seine Dissertation unter dem Titel „Analyse, Konstruktion und Evaluation eines doppeltqualifizierenden Schwerpunktprofils in der Kollegschule: dargestellt am Beispiel eines Sportprofils im Schwerpunkt ‚Erziehung und Soziales‘“ wurde 1978 veröffentlicht.
1980 wurde Naul Universitätsprofessor für Sportwissenschaft und Sportpädagogik an der Universität Essen (später Universität Duisburg-Essen) und hatte diese Position bis 2013 inne. Im Jahr 1992 war er Mitbegründer und Direktor des Willibald Gebhardt Instituts (WGI) als Forschungsinstitut für Sport und Gesellschaft, welches 2017 nach Münster verlegt wurde und seit 2018 ein An-Institut der Universität ist. Er führte zahlreiche regionale und internationale Auftrags- und Antragsprojekte zu Themen des Kinder- und Jugendsports in Schule und Sportverein durch, die auf Bundesebene vom BMBF und BMFSFJ unterstützt wurden. Viele dieser empirischen Studien wurden im Verbund mit internationalen sportwissenschaftlichen Verbänden sowie sportwissenschaftlichen Hochschuleinrichtungen in Europa und Asien durchgeführt.
Neben diesen Tätigkeiten war Naul außerdem Lehrbeauftragter in der Tennislehrerausbildung im Verband Deutscher Tennislehrer (VDT) in Essen. Regelmäßig war er in den Jahren zwischen 1990 und 2002 Referent bei der Fort- und Weiterbildung von Fußballlehrern in den Verbandsgruppen Nordrhein und Westfalen des Bundes Deutscher Fußball-Lehrer (BDFL).
Seit 2013 ist Naul Seniorprofessor für European Studies in Physical Education and and Youth Sport am Institut für Sportwissenschaften an der Westfälischen Wilhelms-Universität und seit 2015 Generalsekretär des conseil européen des recherches en éducation physique et sportive (CEREPS), einem europäischen Forschungsrat mit Sitz in Luxemburg.
Naul hatte verschiedene Gastprofessuren und Lehraufträge inne u. a. an der Universität Bochum, der Deutschen Sporthochschule Köln, der Universität Rostock, der Martin-Luther-Universität Halle sowie in China, den USA, Kanada und Israel. Seit 2009 gehört er zum Lehrkörper der Olympic Master-Ausbildung der Internationalen Olympischen Akademie (IOA). Naul zählte zu den Mitbegründern der deutsch-japanischen Symposien zur Sportwissenschaft und war mehrfach Veranstalter bzw. Mitveranstalter dieser Symposien und Organisator weiterer Symposien in Zusammenarbeit mit der Europäischen Akademie des Sports Velen.

## Wissenschaftsgründungen
Roland Naul hat mehrere Wissenschaftsgründungen initiiert bzw. unterstützt. Er war studentischer Vertreter bei der Gründung der „Arbeitsgemeinschaft für Sportpsychologie“ in Münster. Auf seine Initiative konstituierte sich im Jahr 1978 die Kommission Sportpädagogik in der Deutschen Gesellschaft für Erziehungswissenschaft (DGfE). Als Mitglied der Deutschen Vereinigung für Sportwissenschaft (dvs) hatte er Anteil an der Gründung der dvs-Kommission Fußball (1987). Im Jahr 2001 wirkte er an der Gründung des DFG-Graduiertenkollegs „Europäische Gesellschaft“ mit. Außerdem unterstützte er die Gründung der Stichting gkgk Nederland (2013) und des Europäischen Forschungsrates für Leibeserziehung und Schulsport (CEREPS).

## Mitgliedschaften und Ämter (Auswahl)
- Vorstandsmitglied und stellvertretender Sprecher der Kommission Sportpädagogik in der DGfE (1978–1986)
- Sprecher der dvs-Kommission Fußball (1987–1989 und 2005–2009)
- Vorsitzender des Internationalen Komitees für Sportpädagogik (1992-1996)
- Erster Vorsitzender des Willibald Gebhardt Instituts (1992–2017)[1]
- Vizepräsident des ISCPPES-Verbandes (1992–1996 und 2000–2004)
- Mitglied im DFG-Graduiertenkolleg „Europäische Gesellschaft“, Universität Essen (2001–2004)[1]
- Mitglied des Schulfußballausschusses des Deutschen Fußball-Bundes (2006-2008)
- Vorstandsmitglied der stichting gkgk Nederland, Bilthoven (seit 2014)[1]
- Präsident des WGI und Vize-Präsident im Kompetenzbereich des An-Instituts für Olympische Studien (seit 2017)[1]

## Ehrungen (Auswahl)
- 2003: Silbermedaille der Karls-Universität Prag
- 2008: Goldmedaille der Olympischen Akademie der Tschechischen Republik
- 2004: ICSSPE Service Award auf dem vorolympischen Wissenschaftskongress in Thessaloniki
- 2012: Verdienstmedaille der Europäischen Akademie des Sports, Velen
- 2017: Ehrendoktorwürde der Philosophischen Fakultät der Karls-Universität Prag[11]

## Publikationen (Auswahl)
Naul veröffentlichte als Autor und Herausgeber zahlreiche Schriften, darunter 35 Monographien und Sammelbände in mehreren Sprachen.
- Körperlichkeit und Schulturnen im Kaiserreich. (Hrsg.), Putty Verlag, Wuppertal, 1985, ISBN 978-3-87650-046-1
- mit Hans-Georg John (Red.): Jugendsport im ersten Drittel des 20. Jahrhunderts. Greinert, Clausthal-Zellerfeld, 1988, ISBN 3-923592-30-2
- mit Helmut Breuer (Hrsg.).: Schwimmsport und Sportgeschichte. Academia-Verlag, Sankt Augustin, 1994 ISBN 978-3-88345-588-4.
- mit Rainer Großbröhmer: 40 Jahre Schulsport in Nordrhein-Westfalen. Concept-Verlag, Düsseldorf, 1996, ISBN 3-931795-03-9.
- mit Manfred Lämmer (Hrsg.): Willibald Gebhardt – Pionier der Olympischen Bewegung. Meyer & Meyer Verlag, Aachen, 2000, ISBN 3-89124-261-1.
- mit Ludger Jonischeit & Uwe Wick: Turnen, Spiel und Sport in Schule und Verein. Jugendsport zwischen 1870 und 1932. Meyer & Meyer Verlag, Aachen, 2000, ISBN 3-89124-272-7
- mit Yoshinori Okade (Hrsg.): Sportwissenschaft in Deutschland und Japan. Meyer & Meyer Verlag, Aachen, 2000, ISBN 3-89124-262-X.
- mit Manfred Lämmer (Hrsg.): Die Männer um Willibald Gebhardt: Anfänge der Olympischen Bewegung in Europa. Meyer & Meyer Verlag, Aachen, 2002, ISBN 3-89124-791-5
- mit Arnd Krüger, Werner Schmidt (Hrsg.): Kulturen des Jugendsports. Bildung, Erziehung und Gesundheit. Meyer & Meyer Verlag, Aachen, 2009, ISBN 978-3-89899-310-4.
- Olympische Erziehung, Verlag Meyer & Meyer, Aachen, 2007, ISBN 978-3-89899-142-1
- mit Rolf Geßmann & Uwe Wick: Olympische Erziehung in Schule und Verein: Grundlagen und Materialien. Hofmann Verlag, Schorndorf, 2008, ISBN 978-3-7780-8510-3
- Bewegung, Spiel und Sport in der Ganztagsschule: Bilanz und Perspektiven.(Hrsg.), Meyer & Meyer Verlag, Aachen, 2011, ISBN 978-3-89899-532-0.
- mit Hans-Georg Uhler-Derigs (Hrsg.): Sportunterricht in der Berufsbildung. Meyer & Meyer Verlag, Aachen, 2019, ISBN 978-3-8403-7636-8
- mit Claude Scheuer (Hrsg.): Research on Physical Education and School Sport in Europe. Meyer & Meyer Verlag, Aachen, 2019, ISBN 978-3-8403-7539-2.